# Kölpin (Usedom)
Kölpin ist ein Ortsteil der Stadt Usedom des Amtes Usedom-Süd im Landkreis Vorpommern-Greifswald in Mecklenburg-Vorpommern.

## Geografie
Der Ort liegt fünf Kilometer südwestlich der Stadt Usedom und zehn Kilometer östlich von Anklam.

## Geschichte
Kölpin wurde 1589 und ab 1911 mit gleichem Namen genannt. Es ist nicht identisch mit dem Ort Kölpinsee, wobei die Namen eine ähnliche Herkunft haben. Der Name wird mit „Schwan“ gedeutet. Der Ort wurde von 1267 oftmals bis 1901 mit „Regezo“ (1829 und in PUM 1835) und „Regezow“ benannt. Warum Kölpin dazwischen mit 1589 auftaucht ist unklar, denn diese Nennung beruht auf einer Quelle (Koser) von 1672. Regezow wird bei Niemeyer als Wüstung angegeben mit einer ungenauen Lage, ist aber wie gesagt eine identische Lage und Form im PUM (Preußisches Urmesstischblatt) von 1835 wie der heutige Ort Kölpin. Anzunehmen ist eine bislang nicht dokumentierte Umbenennung zwischen 1901 und 1911.
Kölpin ist nach dem Messtischblatt von 1920 ein Gutsdorf mit dem kleinen aber dominanten Gut und der Landarbeiterkatenzeile. Vom Gut ist heute nicht mehr viel erhalten, lediglich der Gutspark ist noch in der Ausdehnung vorhanden, wie er vor 100 Jahren bestand. Kölpin hat einen kleinen Hafen am Peenestrom und mehrere Feriendomizile.